# Aleksander Tammert
Aleksander Tammer (Tartu, 2 de febrero de 1973) es un lanzador de disco estonio. 

## Carrera
Tras el fracaso en la calificación para los Juegos Olímpicos de 1996 en Atlanta y un noveno lugar en los Juegos del año 2000 en Sídney, Tammert ocupó originalmente el cuarto lugar en los juegos de 2004 en Atenas con 66,66 metros, aunque la descalificación por dopaje del ganador de la medalla de oro, el húngaro Róbert Fazekas, le dio la medalla de bronce. Un mes más tarde alcanzó el tercer puesto en la Final Mundial de Atletismo.
Al año siguiente se quedó a las puertas del podio logrando el cuarto puesto tanto en el Campeonato Mundial de Atletismo como en la Final Mundial de Atletismo, su compatriota Gerd Kanter ganó en ambos la medalla de plata.
En 2006 Tammert logró dos medallas de bronce una en el Campeonato Europeo de Atletismo y otra en la Final Mundial de Atletismo.
Su mejor marca personal es 70.82m (232'3½"), conseguida el 15 de abril de 2006 en Denton, Texas, lo que supuso el récor nacional estonio, que fue batido en septiembre del mismo año por Gerd Kanter con un lanzamiento de 73,38 metros.
Tammert mide 1,96 m de altura y un peso de 126 kg. Su padre Aleksander (28 de abril de 1947 - 27 de octubre de 2006) fue también atleta, en 1966 ganó el campeonato de Europa júnior en lanzamiento de peso y cinco campeonatos estonios en esta categoría en los años 1968, 1970, 1971, 1973 y 1974.

## Resultados
| Año  | Torneo             | Lugar               | Puesto | Marca   |
| ---- | ------------------ | ------------------- | ------ | ------- |
| 1995 | Campeonato Mundial | Gotemburgo, Suecia  | 23.º   | 58.64   |
| 1996 | Juegos Olímpicos   | Atlanta, EE. UU.    | 25.º   | 59.04   |
| 1997 | Campeonato Mundial | Atenas, Grecia      | 12.º   | 59.44   |
| 1998 | Campeonato Europeo | Budapest, Hungría   | 20.º   | 57.62   |
| 1999 | Campeonato Mundial | Sevilla, España     | 10.º   | 62.29   |
| 2000 | Juegos Olímpicos   | Sídney, Australia   | 9.º    | 63.25   |
| 2001 | Campeonato Mundial | Edmonton, Canadá    | 16.º   | 61.04   |
| 2001 | Universiada        | Pekín, China        | 1.º    |         |
| 2002 | Campeonato Europeo | Múnich, Alemania    | 5.º    | 64.55   |
| 2003 | Campeonato Mundial | París, Francia      | 7.º    | 64.50   |
| 2003 | IAAF Final Mundial | Montecarlo, Mónaco  | 6.º    |         |
| 2004 | Juegos Olímpicos   | Atenas, Grecia      | 3.º    | 66.66   |
| 2004 | IAAF Final Mundial | Montecarlo, Mónaco  | 3.º    |         |
| 2005 | Campeonato Mundial | Helsinki, Finlandia | 4.º    | 64.84   |
| 2005 | IAAF Final Mundial | Montecarlo, Mónaco  | 4.º    |         |
| 2006 | Campeonato Europeo | Gotemburgo, Suecia  | 3.º    | 66.14   |
| 2006 | IAAF Final Mundial | Stuttgart, Alemania | 3.º    |         |
| 2007 | Campeonato Mundial | Osaka, Japón        | 8.º    | 64.33 m |